# Daïra de Souk Ahras
La daïra de Souk Ahras est une daïra d'Algérie située dans la wilaya de Souk Ahras et dont le chef-lieu est la ville éponyme de Souk Ahras.

## Localisation
Le territoire de la commune de Souk Ahras est situé au Centre-Est de la wilaya de Souk Ahras, elle occupe une superficie totale de 812 km2.